# Kostel svatého Martina (Moravany nad Váhom)

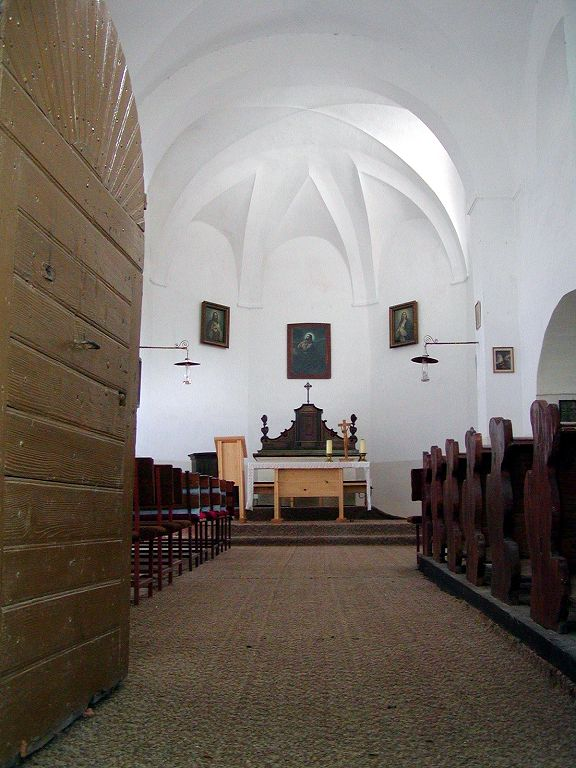
Interiér

Kostel svatého Martina se nachází ve slovenské obci Moravany nad Váhom a je zároveň tamější nejstarší památkou. Tento římskokatolický kostel je umístěn na hřbitově a je zasvěcen sv. Martinovi.
Boční loď na základech bývalého středověkého románského kostela z první poloviny 13. století. V záznamu z kanonické vizitace ze 7. září 1788 se sice konstatuje, že letopočet není známý, avšak při opravě kříže na věži byl zjištěn letopočet vyřezaný na měděné kouli pod křížem a podle pamětníka této události je to rok 1465.
Konstrukce je zděná z trvanlivého materiálu s dřevěnou střechou a šindelovou krytinou a vydlážděnou podlahou z pálených cihel. Loď zaklenutá dvěma póly křížové klenby. Kněžiště je zaklenuté valenou lunetovou klenbou, od hlavní lodě je oddělené vyvýšenou dvoustupňovou podlahou. Boční loď s křížovou klenbou je polokruhového půdorysu s barokním oltářem Sedmibolestné Panny Marie. Chorus dřevěné konstrukce, byl nad vstupní částí za vchodem hlavní lodě. Věž nad vstupní bránou má půdorys šestiúhelníka o šířce půldruhé orgie a výšce 10 orgií (18,96 m)
Na věži byly instalované tři zvony, největší vážil dva centenárie (200 kg), střední 140 liber (78 kg), a malý 60 liber (32 kg).
Sakristie tvoří samostatný přístavek z levé strany kostela; v roce 1978 byla udělána nová stříška, protože se stará rozsypala.
Kostel sloužil, jako útulek v čase válečného nebezpečí a v letech turecké okupace (okolo roku 1599) jako mešita.
Oltář s dominující sochou svatého Archanděla Michaela se čtyřmi evangelisty po stranách v dolní části. Oltář byl vysvěcen biskupem Révayem. Interiér kostela byl kromě toho vybaven dřevěnými lavicemi a kamennou křtitelnicí s měděným krytem. Ze 3. června 1616 pochází malba a nápisy na vnitřní stěně kostela.
I když náboženský život obce se dokumentuje ke vzniku románského kostela k první polovině 13. století, vlastní faru měla obec až o 500 let později, tj. od roku 1706. Do té doby byla obec farskou filiálkou Piešťan.